# 台湾野牡丹藤
台湾野牡丹藤（学名：Medinilla formosana）为野牡丹科野牡丹藤属下的一个种。